# Falsomesosella grisella
Falsomesosella grisella là một loài bọ cánh cứng trong họ Cerambycidae.